# Aphrodite's Child
Aphrodite's Child — грецький рок-гурт, заснований 1968 року.

## Історія гурту
Засновникам гурту були клавішник Вангеліс Папатанасіу, бас-гітарист та співак Деміс Русос, барабанщик Лукас Сідерас та гітарист Сілвер Кулуріс. Під назвою Vangelis and His Orchestra 1968 року вони записали альбом In Concert and in Studio, акомпануючи Гіоргосу Романосу. Невдовзі музиканти змінили назву на Aphrodite's Child, переїхали до Парижу та підписали контракт із лейблом Mercury Records.
Протягом наступних п'яти років гурт видав три студійні альбоми End of the World (1968), It's Five O'Clock (1969) та 666 (1972), а також серію успішних синглів, серед яких «Rain and Tears», «Spring, Summer, Winter, and Fall», «Such a Funny Night». Музиканти грали прогресивний рок, а їхній останній альбом 666, заснований на «Об'явленні Івана Богослова», вважається одним з перших концептуальних рок-альбомів.
1972 року гурт розпався, а його колишні учасники Вангеліс та Деміс Русос досягли значного успіху як сольні виконавці.